# Podarcis raffonei
La lucertola delle Eolie (Podarcis raffonei (Mertens, 1952)) è un sauro della famiglia dei Lacertidi, endemico delle isole Eolie.

## Etimologia
Il nome del genere deriva dal greco antico ποδαρκής ( = piè veloce) mentre l'epiteto specifico deriva da Raffone, cognome da nubile della moglie dello scopritore.

## Descrizione
È un piccolo sauro, lungo sino a 25 cm, molto simile a Podarcis siculus; le due specie si differenziano per la colorazione, tendenzialmente più scura, ancorché estremamente variabile, in P. raffonei, e per altri caratteri minori come la presenza di macule sotto la gola.

## Biologia

### Alimentazione
È una specie prevalentemente insettivora, che predilige coleotteri e imenotteri; durante il periodo estivo, quando il numero delle prede diminuisce, la dieta comprende anche una discreta componente di sostanze vegetali.

### Riproduzione
È una specie ovipara che si riproduce da due a tre volte l'anno. La femmina depone da 4 a 8 uova; lo sviluppo embrionale dura circa 2 mesi, alla schiusa le piccole lucertole misurano 40–50 mm.

## Distribuzione e habitat
L'areale attuale di questa specie è ristretto alle isole Eolie ed è frazionato in quattro stazioni isolate e relativamente distanti tra loro, situate in aree frammentate dell'isola di Vulcano (in particolare la zona di Vulcanello) e su tre piccoli isolotti: Strombolicchio (scoglio dell'isola di Stromboli), La Canna (Filicudi) e Scoglio Faraglione (Salina).
Stime recenti quantificano la popolazione attuale in circa un migliaio di esemplari, che occupano una superficie complessiva intorno a 20.000 m².
Si ritiene che l'areale protostorico di P. raffonei fosse ben più ampio dell'attuale e che abbracciasse l'intero arcipelago eoliano. Esso si sarebbe progressivamente ridotto per la competizione con la comune lucertola campestre (Podarcis sicula), introdotta probabilmente dall'uomo intorno al 7.000 a.C. Le due specie attualmente convivono solo sull'isola di Vulcano.
Nelle stazioni di Vulcano popola habitat di macchia arbustiva a Genista tyrrhena e Cistus spp.; su Strombolicchio e Scoglio Faraglione occupa le aree sommitali dove la vegetazione è più densa, mentre sullo scoglio de La Canna la specie si è adattata a vivere su substrati rocciosi con scarsa copertura vegetale.

## Tassonomia
Sino a pochi anni fa le popolazioni di lucertole delle Eolie venivavo inquadrate come sottospecie della lucertola siciliana Podarcis wagleriana. Recenti studi filogenetici hanno consentito di elevarle al rango di specie a sé stante.
L'epiteto specifico originario raffonei, scelto come omaggio al cognome della moglie dello scopritore (Raffone), era stato recentemente modificato in raffoneae, per concordanza con il genere femminile della persona omaggiata. Tale modifica è stata successivamente ritenuta illegittima in quanto l'articolo 32.5.1 dell'International Code of Zoological Nomenclature sancisce la prevalenza della concordanza tra genere e specie.
Sono state descritte quattro sottospecie:
- Podarcis raffonei raffonei, con areale ristretto a Strombolicchio
- Podarcis raffonei alvearioi, scoglio Faraglione
- Podarcis raffonei antoninoi, isola di Vulcano
- Podarcis raffonei cucchiarai, scoglio La Canna.

## Conservazione
Per la ristrettezza del suo areale (< 10 km²) e la esiguità della popolazione residua, stimata in circa un migliaio di esemplari, P. raffonei è classificata dalla IUCN Red List come specie in pericolo di estinzione (Endangered).

La riduzione del suo habitat naturale ad opera dell'uomo e la competizione con P. sicula, unite alla distribuzione frammentata e residuale della specie, costituiscono una gravissima minaccia per P. raffonei, che è considerato uno dei vertebrati italiani a maggior rischio d'estinzione.